# Democracy Dies in Darkness
« Democracy Dies in Darkness » est le slogan officiel du journal américain The Washington Post, tiré d'une citation du journaliste Bob Woodward. Il peut être traduit en francais par « la démocratie meurt dans l'obscurité », "darkness" pouvant aussi se traduire par "obscurantisme".

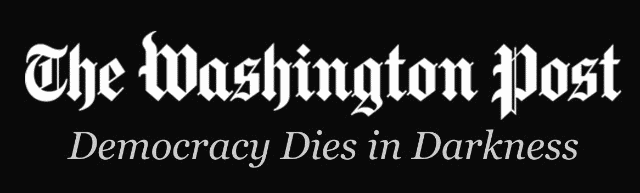
Le slogan tel qu'il apparaît sur le site Web du Washington Post

Le slogan a été introduit sur le site Web du journal le 22 février 2017  et a été ajouté aux exemplaires imprimés une semaine plus tard. Dès son annonce, le slogan a suscité la réaction d'autres organes de presse et de diverses personnalités médiatiques.

## Histoire

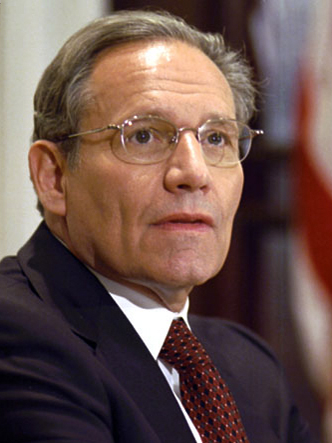
Bob Woodward a popularisé l'expression.

Le Washington Post a d'abord dévoilé le slogan via Snapchat le 17 février 2017, lorsqu'il a lancé sa plateforme Snapchat Discover destinée à toucher les jeunes lecteurs, avant de l'ajouter à son site Web sous le titre de journal. Shani George, directrice de la communication du journal, a déclaré que l'expression avait été utilisée en interne au sein de l'entreprise pendant des années avant d'être officiellement adoptée.
« Democracy Dies in Darkness » a été le premier slogan officiellement adopté par le journal au cours de ses 140 ans d'histoire. Selon le journal, l'expression a été popularisée par le journaliste d'investigation Bob Woodward. Woodward a utilisé l'expression dans un article de 2007 critiquant le secret du gouvernement et a fait référence à l'expression lors d'une présentation en 2015 lors d'une conférence lorsqu'il a parlé de The Last of the President's Men, son livre sur le scandale du Watergate. Woodward a déclaré qu'il n'avait pas inventé l'expression lui-même, attribuant plutôt l'expression à un juge statuant sur une affaire du premier amendement, qui proviendrait du juge Damon Keith. Le propriétaire du journal, Jeff Bezos, qui a assisté à la présentation de Woodward en 2015, a également utilisé l'expression dans une interview de mai 2016. Le journal a déclaré avoir décidé d'adopter un slogan officiel début 2016. Cela a lancé un processus qui impliquait une réunion d'un petit groupe d'employés de journaux pour développer des idées de slogans. Le groupe a finalement opté pour « Democracy Dies in Darkness » après avoir réfléchi à plus de 500 options.
Le slogan est apparu à la fin des publicités du Super Bowl de 2019. Racontée par Tom Hanks, la publicité était la toute première publicité du journal pour le Super Bowl,.

## Accueil
Le slogan a suscité des réactions sur Internet à la suite de son annonce. Sur Twitter, les rédacteurs d'autres médias se sont moqués du slogan, tandis que l’agence de presse ProPublica a qualifié le slogan de « génial ». Le magazine en ligne Slate a déclaré que le slogan sonnait « comme un slogan plus digne d'un prophète de la fin du monde qu'un journal quotidien », et a comparé le slogan aux titres de quinze albums de heavy metal, affirmant qu'ils étaient« moins sombres » que le slogan du Washington Post. Le dictionnaire Merriam-Webster a enregistré une augmentation des recherches pour le mot « démocratie » après que le journal a adopté le slogan.
Dean Baquet, rédacteur en chef du New York Times, a déclaré que le slogan « ressemble au prochain film de Batman ».